# François Maresmes
François Maresmes de Ginés Díaz (* 1377 in Morvedre, heute Sagunt, Provinz Valencia, Spanien; † 1463 in der La Grande Chartreuse bei Grenoble, Frankreich) war ein spanischer Kartäusermönch. Von 1437 bis zu seinem Tod war er Prior der Grande Chartreuse und Generalminister des Kartäuserordens.

## Leben
Francesc Maresmes wurde 1377 in Sagunt geboren. 1402 trat er in die Cartuja Santa María Porta Coeli bei Valencia ein. 1406 wurde er Procureur und Sakristan. Zwischen 1414 und 1423 war er dort Prior.
Während des Großen Abendländischen Schismas standen die deutschen und italienischen Kartäuser auf der Seite des Papstes von Rom, jene Frankreichs und Spaniens folgten dem Papst von Avignon. Bonifatius Ferrier, Generalprior der avignonischen Kartäuser, trat 1410 mit dem römische Generalminister Étienne Maconi zurück, um die Wiedervereinigung des Ordens zu ermöglichen. Aufgrund einer Aufforderung von Gegenpapst Benedikt XIII. in Avignon wirkte er wieder als Generalminister. Allerdings erkannten ihn nur sieben Kartausen in Spanien an und entwickelten sich unter dem Gegenpapstes weiter, bis dieser 1411 nach Peñíscola floh. Ab 1410 residierte das Generalkapitel der schismatischen Kartäuser im Val de Christo. Dort wurden sechs Generalkapitel abgehalten. 1417 starb Ferier und Guillaume de Mota, Prior von Val de Christo folgte nach.
1418 war Maresme Teil eine Abordnung, die in der Grande Chartreuse über die Wiedervereinigung der sieben Kartausen mit den anderen Kartausen verhandeln sollen. In Florenz erwirkte er die Ratifizierung der Vereinbarung durch die römische Kurie. Am 11. April 1419 kehrte er in die Grande Chartreuse zurück.
Am 15. Mai 1419 ernannte das Generalkapitel Maresme zum Visitator von Kartausen in Katalonien. Er bekleidete die Entwicklung der 1415 gekauften Klosters aus dem die Cartoixa de Santa María de Montalegre entstand. 1423 erfolgte die offizielle Gründung und er war bis 1437 erster Administrator. 1425 wurde er Prior des Kartause Val de Christo und versuchte, die letzten Anhänger Benedikts XIII. wieder unter die Autorität Roms zu bringen. Im Jahr 1433 ging er zum Konzil von Basel, wo er zusammen mit anderen Prioren des Ordens die Kartäuser vertrat. Papst Eugen IV. wollte ihn zum Kardinal ernennen, aber Franziskus lehnte ab. Später verließ er Val de Christo und wurde Mönch in der Grande Chartreuse. Er war Koadjutor von Guillaume de La Motte. 1437 wurde er zum 30. Prior der Grand Chartreuse und Generalminister des Kartäuserordens gewählt.
Er gilt als selig und hat seinen Gedenktag am 22. Januar.